# پانگاک
پانگاک (به صربی: Panjak) یک منطقهٔ مسکونی در صربستان است که در ترستنیک واقع شده‌است.